# Discografia de Epik High
Essa é a discografia do grupo sul-coreano de hip hop, Epik High.

## Álbuns

### Álbuns de estúdio
| Título | Detalhes do álbum | Posições | Posições | Vendas                               |
| Título | Detalhes do álbum | KOR      | US World | Vendas                               |
| --- | --- | -------- | -------- | ------------------------------------ |
| Map of the Human Soul | - Lançamento: 21 de outubro de 2003 - Gravadora: Woollim Entertainment - Formato: CD, download digital                                                | *        | *        | —                                    |
| High Society | - Lançamento: 25 de julho de 2004 - Gravadora: Woollim Entertainment - Formato: CD, download digital                                                  | *        | *        | - KOR: 10,067                        |
| Swan Songs | - Lançamento: 5 de outubro de 2005 - CD de Remix lançado (Black Swan Songs): 13 de fevereiro de 2006 - Gravadora: Woollim Entertainment - Formato: CD | *        | *        | —                                    |
| Remapping the Human Soul | - Lançamento: 23 de janeiro de 2007 - Gravadora: Woollim Entertainment - Formato: CD, download digital                                                | *        | *        | - KOR: 120,301                       |
| Pieces, Part One | - Lançamento: 17 de abril de 2008 - Gravadora: Woollim Entertainment - Formato: CD, download digital                                                  | *        | *        | - KOR: 80,396                        |
| [e] | - Lançamento: 16 de setembro de 2009 - Gravadora: Map the Soul Inc. - Formato: CD, download digital                                                   | 57       | —        | - KOR: 35,683                        |
| 99 | - Lançamento: 19 de outubro de 2012 - Gravadora: YG Entertainment - Formato: CD, download digital                                                     | 2        | 13       | - KOR: 27,887                        |
| Shoebox | - Lançamento: 21 de outubro de 2014 - Gravadora: YG Entertainment - Formato: CD, download digital                                                     | 3        | 1        | - KOR: 30,718 - US: 2,000            |
| We've Done Something Wonderful | - Lançamento: 23 de outubro de 2017 - Gravadora: YG Entertainment - Formato: CD, download digital                                                     | 6        | 2        | - KOR: 19,238 - JPN: 711 - US: 1,000 |
| "—" denota itens que não conseguiram entrar nas tabelas musicais ou não foram lançados no território. Nota: O Gaon Chart foi criado em fevereiro de 2010. Lançamentos anteriores a esta data não têm dados do gráfico e são indicados com um asterisco (*). | |          |          |                                      |

### Álbuns de compilação
| Título                                       | Detalhes do álbum                                                                      | Posições | Vendas     |
| Título                                       | Detalhes do álbum                                                                      | JPN      | Vendas     |
| -------------------------------------------- | -------------------------------------------------------------------------------------- | -------- | ---------- |
| The Best of Epik High ~ Show Must Go On & On | - Lançamento: 30 de setembro de 2008 - Gravadora: YGEX - Formato: CD, download digital | 60       | - JPN: 983 |

### Álbuns especiais
| Título | Detalhes do álbum                                                                                | Posições | Posições | Vendas        |
| Título | Detalhes do álbum                                                                                | KOR      | US World | Vendas        |
| --- | ------------------------------------------------------------------------------------------------ | -------- | -------- | ------------- |
| Map the Soul | - Lançamento: 27 de março de 2009 - Gravadora: Map the Soul Inc. - Formato: CD, download digital | *        | *        | —             |
| Epilogue | - Lançamento: 9 de março de 2010 - Gravadora: Map the Soul Inc. - Formato: CD, download digital  | 1        | 13       | - KOR: 25,988 |
| "*" denota lançamentos que não tem registros nos gráficos já que foram lançados antes do Gaon Chart ser criado em 2010. |                                                                                                  |          |          |               |

### Álbuns de Remix
| Título | Detalhes do álbum                                                                                | Posições | Vendas |
| Título | Detalhes do álbum                                                                                | KOR      | Vendas |
| --- | ------------------------------------------------------------------------------------------------ | -------- | ------ |
| Remixing the Human Soul                                                                                                 | - Lançamento: 22 de julho de 2009 - Gravadora: Map the Soul Inc. - Formato: CD, download digital | *        | —      |
| "*" denota lançamentos que não tem registros nos gráficos já que foram lançados antes do Gaon Chart ser criado em 2010. |                                                                                                  |          |        |

## Extended Plays (EPs)
| Título                                                                                                | Detalhes                                                                                                | Posições | Posições | Vendas        |
| Título                                                                                                | Detalhes                                                                                                | KOR      | US World | Vendas        |
| --- | --- | -------- | -------- | ------------- |
| Lovescream                                                                                            | - Lançamento: 30 de setembro de 2008 - Gravadora: Woollim Entertainment - Formato: CD, download digital | *        | *        | - KOR: 30,200 |
| Sleepless in __________                                                                               | - Lançamento: 11 de março de 2019 - Gravadora: Ours Co., Kakao M - Formato: CD, download digital        | 8        | 6        | - KOR: 10,751 |
| "—" denota itens que não conseguiram entrar nas tabelas musicais ou não foram lançados no território. | |          |          |               |

## Singles
| Título | Ano  | Posições | Posições | Vendas            | Álbum                          |
| Título | Ano  | KOR      | KOR Hot  | Vendas            | Álbum                          |
| --- | ---- | -------- | -------- | ----------------- | ------------------------------ |
| "Run" | 2010 | 8        | *        | - KOR: 1,205,200+ | Epilogue                       |
| "It's Cold" (춥다) (feat. Lee Hi) | 2012 | 1        | 1        | - KOR: 1,868,347+ | 99                             |
| "Up" (feat. Park Bom do 2NE1) | 2012 | 6        | 8        | - KOR: 976,020+   | 99                             |
| "Don't Hate Me" | 2012 | 11       | 16       | - KOR: 784,301+   | 99                             |
| "420" | 2013 | —        | —        | —                 | Lançamento sem álbum           |
| "Born Hater" | 2014 | 3        | *        | - KOR: 1,498,062+ | Shoebox                        |
| "Spoiler" (스포일러) | 2014 | 4        | *        | - KOR: 581,469+   | Shoebox                        |
| "Happen Ending" (feat. Cho Won-sun do Rollercoaster) | 2014 | 1        | *        | - KOR: 1,269,638+ | Shoebox                        |
| "Love Story" (연애소설) (feat. IU) | 2017 | 1        | 1        | - KOR: 840,041+   | We've Done Something Wonderful |
| "Home Is Far Away" (빈차) (feat. Oh Hyuk) | 2017 | 2        | 3        | - KOR: 614,007+   | We've Done Something Wonderful |
| "Lovedrunk" (술이 달다) (feat. Crush) | 2019 | 1        | ASA      | —                 | Sleepless in __________        |
| "—" denota itens que não conseguiram entrar nas tabelas musicais ou não foram lançados no território. "*" denota que o gráfico não existia naquela época. |      |          |          |                   |                                |

## Outras canções que entraram nas tabelas
| Título                                                | Ano  | Posições | Vendas           | Álbum                          |
| Título                                                | Ano  | KOR      | Vendas           | Álbum                          |
| ----------------------------------------------------- | ---- | -------- | ---------------- | ------------------------------ |
| "Fool" (feat. Bumkey)                                 | 2010 | 89       | —                | Epilogue                       |
| "Coffee"                                              | 2010 | 54       | —                | Epilogue                       |
| "You Don't Deserve Her"                               | 2012 | 31       | - KOR: 295,869+  | 99                             |
| "Wrong"                                               | 2012 | 19       | - KOR: 416,502+  | 99                             |
| "The Bad Guy"                                         | 2012 | 56       | - KOR: 184,738+  | 99                             |
| "Kill This Love"                                      | 2012 | 50       | - KOR: 193,770+  | 99                             |
| "New Beautiful"                                       | 2012 | 58       | - KOR: 177,847+  | 99                             |
| "Encore"                                              | 2014 | 16       | - KOR: 214,868+  | Shoebox                        |
| "Rich" (feat. Taeyang)                                | 2014 | 7        | - KOR: 349,008+  | Shoebox                        |
| "Burj Khalifa"                                        | 2014 | 8        | - KOR: 312,423+  | Shoebox                        |
| "We Fight Ourselves"                                  | 2014 | 6        | - KOR: 399,341+  | Shoebox                        |
| "Amor Fati"                                           | 2014 | 9        | - KOR: 267,081+  | Shoebox                        |
| "Lesson 5 (Timeline)"                                 | 2014 | 18       | - KOR: 203,904+  | Shoebox                        |
| "Life is Good"                                        | 2014 | 13       | - KOR : 234,796+ | Shoebox                        |
| "Eyes, Nose, Lips" (feat. Taeyang)                    | 2014 | 11       | - KOR: 263,129+  | Shoebox                        |
| "Shoebox"                                             | 2014 | 14       | - KOR: 243,410+  | Shoebox                        |
| "No Thanxxx" (feat. Mino, Simon Dominic e the Quiett) | 2017 | 4        | - KOR: 385,156+  | We've Done Something Wonderful |
| "The Benefits of the Heartbreak" (feat. Lee Su-hyun)  | 2017 | 8        | - KOR: 181,708+  | We've Done Something Wonderful |
| "Here Come the Regrets" (feat. Lee Hi)                | 2017 | 12       | - KOR: 123,630+  | We've Done Something Wonderful |
| "Munbae-Dong" (feat. Crush)                           | 2017 | 14       | - KOR: 127,488+  | We've Done Something Wonderful |
| "Lost One" (feat. Kim Jong-wan)                       | 2017 | 17       | - KOR: 113,935+  | We've Done Something Wonderful |
| "People Scare Me"                                     | 2017 | 21       | - KOR: 85,539+   | We've Done Something Wonderful |
| "Us Against the World"                                | 2017 | 23       | - KOR: 82,512+   | We've Done Something Wonderful |
| "Bleed"                                               | 2017 | 27       | - KOR: 76,322+   | We've Done Something Wonderful |
| "Tape 2002 7 28"                                      | 2017 | 33       | - KOR: 58,600+   | We've Done Something Wonderful |
| "Eternal Sunshine"                                    | 2019 | 14       |                  | Sleepless in __________        |
| "In Seoul" (feat. Sunwoo Jung-a)                      | 2019 | 29       |                  | Sleepless in __________        |
| "Rain Again Tomorrow"                                 | 2019 | 50       |                  | Sleepless in __________        |
| "No Different" (feat. Yuna)                           | 2019 | 54       |                  | Sleepless in __________        |
| "Lullaby for a Cat"                                   | 2019 | 73       |                  | Sleepless in __________        |
| "Sleepless"                                           | 2019 | 90       |                  | Sleepless in __________        |

## Participação em trilhas sonoras
| Título                                         | Ano  | Posições | Posições | Vendas          | Álbum                               |
| Título                                         | Ano  | KOR Gaon | US World | Vendas          | Álbum                               |
| ---------------------------------------------- | ---- | -------- | -------- | --------------- | ----------------------------------- |
| "Can You Hear My Heart" (Epik High ft. Lee Hi) | 2016 | 12       | 14       | - KOR: 254,899+ | Moon Lovers: Scarlet Heart Ryeo OST |

## Outros trabalhos

### Epik High
| Álbum/Single                                            | Artista(s)      | Música(s)                                   |
| ------------------------------------------------------- | --------------- | ------------------------------------------- |
| MASSAPPEAL (18 de fevereiro de 2003)                    | CB MASS         | Faixa 13: 동네 한 바퀴 (Versão Massmediah)  |
| Superior Vol.1 This iz my life (18 de novembro de 2003) | Joosuc          | Faixa 15: BALLIN' 2k3 (VIP REMIX)           |
| 180도 2004                                              | MC Mong         | Faixa : 夢送                                |
| Keepin' The Roots'                                      | Keeproots       | Faixa : 이보다 더                           |
| Masquerade (12 de abril de 2006)                        | TBNY            | Faixa 7: L.I.E.                             |
| More Than Music (5 de dezembro de 2006)                 | Infinity Flow   | Faixa 11: N.I.C.E. (Nothing is Cool Enough) |
| Favorite (17 de maio de 2007)                           | Verbal Jint     | Faixa 4: 내리막 (Downhill)                  |
| Mystic Puzzle Land                                      | Mystic Puzzle   | Faixa 3: Fairy Tale                         |
| Enlightened                                             | Dynamic Duo     | Faixa : 동전 한 닢                          |
| 7Dayz & Wanted                                          | Wanted          | Faixa 5: 너와 나                            |
| Kero One                                                | Kero One        | Faixa : Keep Pushin'                        |
| The Wind,The Sea,The Rain                               | Brown Eyed Soul | Faixa 9: Sweet Thing                        |

### DJ Tukutz
| Álbum/Single                        | Artista(s)   | Música(s)                                                      |
| ----------------------------------- | ------------ | -------------------------------------------------------------- |
| Kimdongwan Is (21 de junho de 2007) | Kim Dong Wan | Faixa 12: Scream (Inst.) feat. D.Bace, DJ Tukutz do Epik High) |
| 3 MassApeal                         | CB Mass      | Shout Out (Remix) (feat. DJ Tukutz do Epik High)               |

### Mithra Jin
| Álbum/Single                    | Artista(s)    | Música(s)                                   |
| ------------------------------- | ------------- | ------------------------------------------- |
| It's Me (19 de outubro de 2006) | Kim Jang Hoon | Faixa 5: 남자라서 웃어요 (feat. Mithra Jin) |

## Vídeos musicais
| Ano  | Vídeo musical                                   |
| ---- | ----------------------------------------------- |
| 2003 | I Remember                                      |
| 2004 | 혼자라도 (feat. Clazziquai)                     |
| 2004 | 평화의 날 (Day of Peace)                        |
| 2005 | Fly                                             |
| 2005 | Paris (feat. Jisun)                             |
| 2007 | Fan                                             |
| 2007 | Love Love Love                                  |
| 2008 | One (feat. Jisun)                               |
| 2008 | Umbrella (feat. Younha) (우산)                  |
| 2008 | Breakdown                                       |
| 2009 | Map The Soul (feat. MYK)                        |
| 2009 | One Minute One Second (feat. Taru) (1분 1초)    |
| 2009 | 따라해 (Wannabe) (ft. Mellow)                   |
| 2009 | 트로트 + High Technology                        |
| 2009 | Slow Motion (para No Mercy (2010) OST)          |
| 2010 | Run                                             |
| 2012 | Don't Hate Me                                   |
| 2012 | Up (feat. Park Bom)                             |
| 2014 | "Born Hater"                                    |
| 2014 | 스포일러 (Spoiler) + 헤픈엔딩 (Happen Ending)   |
| 2017 | 빈차 (Home Is Far Away) + 연애소설 (Love Story) |
| 2017 | 연애소설 (Love Story) (feat.[[IU) Conceito      |
| 2017 | 개화 (Lost One) (feat. Kim Jong Wan do Nell)    |
| 2019 | 술이 달다 (Lovedrunk) (feat. Crush)             |